# ЗІП-АВТО
Компанія «ЗІП-АВТО»  (ZipAVTO)— автосервісна компанія, що входить в групу компаній Корпорації УкрАВТО, створена в квітні 1998 року.

## Продукція
«ЗіпАВТО» реалізує широкий асортимент товарів для вітчизняних автомобілів та іномарок.
Нам довіряють власники машин, автомагазини, автосервіси, станції технічного обслуговування, компанії з власним автопарком, філії офіційних автодилерів різних марок авто.
Компанія "ЗІП-АВТО" пропонує більше 50 000 найменувань  товарів, які охоплюють більш ніж 100 брендів в сфері запасних частин,  додаткового обладнання і аксесуарів, в категорії мастил, фарб для автомобілів і автохімії. До власного імпорту ЗІП-АВТО входять запасні частини відомих світових виробників, в тому числі Nissens, A.B.S., SIDEM, NIPPARTS, WIX, оливи Orlen, Total та багато інших;
Компанія "ЗІП-АВТО" – єдиний офіційний представник заводу ЗАЗ в Україні.
В асортименті товарів компанії "ЗІП-АВТО" є оригінальні запасні частини  KIA, Mercedes-Benz, General Motors, Chery, Nissan, Renault, Toyota . [джерело?].

## Інтернет-магазин
Компанія "ЗІП-АВТО" маэ власний інтернет магазину E-zipavto, в якому можна розміщувати замовлення, отримувати інформацію про ціни і терміни поставки товару.